# Bobital
 Bobital (en bretó Bowidel, gal·ló Bobitau) és un municipi francès, situat a la regió de Bretanya, al departament de Costes del Nord. L'any 1999 tenia 865 habitants. És conegut per celebrar-s'hi el Festival des Terre-Neuvas.

## Demografia
| 1962                                       | 1968 | 1975 | 1982 | 1990 | 1999 |
| ------------------------------------------ | ---- | ---- | ---- | ---- | ---- |
| 376                                        | 408  | 565  | 782  | 934  | 865  |
| Des de 1962: població sense dobles comptes |      |      |      |      |      |

## Administració
| Període | Identitat   | Partit |
| ------- | ----------- | ------ |
| 1995-   | Denis Riaux |        |